# 罗伊·富兰克林·尼科尔斯
罗伊·富兰克林·尼科尔斯（1896年3月3日—1973年1月12日）是一位美国历史学家，出生于紐澤西州紐華克，毕业于罗格斯大学和哥伦比亚大学，1945年当选美國哲學會会士，1949年获普利策历史奖，1966年任美國歷史學會会长。